# Cuauhtémoc, Tenochtitlán
Cuauhtémoc är en ort i Mexiko.   Den ligger i kommunen Tenochtitlán och delstaten Veracruz, i den sydöstra delen av landet, 240 km öster om huvudstaden Mexico City. Cuauhtémoc ligger 923 meter över havet och antalet invånare är 324.
Terrängen runt Cuauhtémoc är bergig söderut, men norrut är den kuperad. Runt Cuauhtémoc är det ganska tätbefolkat, med 111 invånare per kvadratkilometer. Närmaste större samhälle är Misantla, 14,7 km norr om Cuauhtémoc. I omgivningarna runt Cuauhtémoc växer i huvudsak städsegrön lövskog.